# خوب، بد، عجیب
خوب، بد، عجیب (انگلیسی: The Good, the Bad, the Weird) فیلمی در ژانر اکشن، وسترن، و ماجراجویی به کارگردانی کیم جی-وون است که در سال ۲۰۰۸ منتشر شد. از بازیگران آن می‌توان به سونگ کانگ-هو و لی بیونگ-هان اشاره کرد.